# Antoine Arnaud (général)
Pour les articles homonymes, voir Antoine Arnaud et Arnaud.
Antoine Arnaud, né le 14 janvier 1749 à Grenoble et décédé le 11 avril 1806 à Utrecht en Hollande est général de la Révolution française.

## États de service
Il sert de 1767 à 1779 dans le régiment des gardes de Lorraine, il reprit les armes lors des guerres de la Révolution française et devint commandant du 1er bataillon de volontaires du Calvados. Fin 1792, il est sous-lieutenant des chasseurs à pied de la Légion des Allobroges. 
Envoyé dans l'Armée du Nord, il combat à la bataille de Hondschoote, fit les campagnes de Hollande et passa, en 1800 dans l'Armée du Rhin et participa à la bataille de Hohenlinden. 
Nommé général de brigade,le 29 août 1803, à la suite de sa bonne conduite dans la campagne de Hanovre, il se retira ensuite en Hollande où il mourut.